# Zofia Kulik
Zofia Kulik (nascida em 1947 em Breslávia, Polônia) é uma artista polaca que vive e trabalha em Łomianki (Varsóvia), cuja arte combina a crítica política com uma perspectiva feminista.

## Carreira
Kulik estudou no Departamento de Escultura da Academia de Belas Artes de Varsóvia de 1965 a 1971. O seu diploma foi realizado em várias etapas e composto por várias partes: um dos seus elementos foi uma tese teórica, posteriormente intitulada Filme como Escultura, Escultura como Filme, na qual a artista apresentou uma série de considerações sobre a escultura estendida.
Após sua formatura, começou a trabalhar com Przemysław Kwiek (nascido em 1945) formando a dupla artística KwieKulik. O projeto durou de 1971 a 1987, época também da parceria. Realizaram performances, intervenções e demonstrações artísticas, além de criarem objetos, filmes e fotografias. A sua arte era altamente política e como resposta à rejeição das suas ideias tanto por parte do regime como da neo-vanguarda polaca, a dupla criou uma galeria independente chamada Estúdio de Atividades, Documentação e Propagação (PDDiU) no seu apartamento privado em Varsóvia. No âmbito do PDDiU criaram um arquivo de arte polaca dos anos 1970 e 1980 e organizaram palestras e exposições.

A dupla foi influenciada pelo conceito da forma aberta introduzido por seu professor Oskar Hansen (1922-2005): considerar a documentação do processo de produção de uma obra mais importante do que a própria obra acabada.
“Acreditávamos na possibilidade de uma cooperação harmoniosa com outros artistas, na possibilidade de trabalho coletivo, livre do problema da autoria, das preocupações sobre ‘o que é de quem’ e ‘quem fez o quê’. Um artista deve ser livre e altruísta, e o novo deve ser gerado no ponto de encontro entre eu e os outros, em interação”. — Zofia Kulik
No final da década de 1980, o caminho dos sócios se dividiu tanto na vida quanto na arte.
A partir de 1987, Kulik mudou o rumo de seu interesse: “Sou fascinada pela forma fechada. Desejo estar em um museu” — declarou. Ela avançou em direção ao seu conceito vanguardista de construção de um arquivo — uma abordagem revolucionária que aborda o arquivamento como uma prática artística essencial. Foi então que Kulik começou a criar composições fotográficas monumentais, em preto e branco, resultantes do processo de múltiplas exposições de múltiplos negativos do arquivo de imagens do artista. As colagens de fotos de Kulik adotaram diversas formas: desde tapetes fotográficos a colunas, portões, medalhas, mandalas, até composições abertas, como Da Sibéria à Cyberia.
Tematicamente, ela foca na relação entre homens e mulheres, o indivíduo e a massa, bem como nos símbolos de poder e totalitarismo. Seguindo o continuum de sinais e gestos recorrentes, outra parte central do seu trabalho é o fenômeno dos meios de comunicação de massa e a sua influência sobre os consumidores. Os seus trabalhos foram apresentados a um público mais vasto na documenta 12 em Kassel (2007) e na 47ª Bienal de Veneza (1997) e no Museu Bochum (2005). Fazendo parte de renomadas coleções internacionais como Tate Modern, MoMA, Centre Pompidou, Moderna Museet e Stedelijk Museum, seu trabalho passou a fazer parte da exposição permanente reaberta no MoMA.

## Trabalhos selecionados

### Filme como Escultura, Escultura como Filme,1971
Em seu diploma de graduação Filme como Escultura, Escultura como Filme, Kulik mudou seu interesse do material, escultura-objeto estático, para uma análise da relação dinâmica espectador-objeto. Ela apresentou uma série de considerações sobre a escultura estendida, abordando a questão de como a escultura passa a existir através da experiência do espectador. A sua teoria pressupunha que uma escultura é um processo no tempo, sem início ou fim preciso, sem narrativa ou história concreta. Por isso, em vez da escultura, seu método foi escolher sequências de fotos tiradas durante o trabalho com materiais, corpos de modelos e objetos encontrados. A exposição de formatura de Kulik na Academia de Belas Artes foi intitulada Em vez de escultura. Foi uma instalação de slides de três canais composta por aproximadamente 450 fotografias que documentam a atividade de Kulik em seu estúdio, bem como a atividade de outros alunos na escola. A artista vê as fotos como um diário visual, dizendo que “a projeção paralela deu uma imagem de três fios entrelaçados. No fio plástico: transformações materiais e espaciais, no fio da vida: ocorrências no tempo e no espaço e entre pessoas do círculo mais próximo, no tópico do registro: operações nos slides — o meio da mensagem."
Após o fim da sua colaboração com Przemysław Kwiek, Zofia Kulik começou a criar grandes fotografias. Os autorretratos surgiram como manifestação de um despertar da autoidentidade. A par desta autojustificação seguiu-se o ornamento que serviu de forma a Kulik desvendar uma visão da história, da política e da arte como um continuum de sinais e gestos recorrentes ligados a uma experiência individual. Materializado em um arquivo de imagens, Kulik implementou cerca de 700 fotografias de um modelo masculino nu, apresentadas sobre fundo preto, poses marcantes de gestos simbólicos retirados de vasos gregos antigos, iconografia católica e também de memoriais stalinistas. Arquivo de Gestos (1987-91) foi incorporado a um extenso acervo, criado por Kulik desde o início de sua prática artística e utilizado como fonte para projetos. Suas peças são produzidas como montagens fotográficas, utilizando múltiplas exposições de negativos em papel fotográfico por meio de estênceis confeccionados com precisão. Desta forma, uma obra pode consistir em centenas de imagens únicas.

### Todos os mísseis são um só míssil,1991, 300 x 850cm
A obra Todos os mísseis são um míssil lembra um tapete oriental ornamentado, mas com uma aparência cambaleante e caleidoscópica, também se conectando com imagens e desenhos em manuscritos medievais iluminados e menções de catedrais. Está dividido em duas partes aparentemente simétricas que lembram elevações de igrejas, mas o conteúdo do lado esquerdo e do lado direito não é totalmente idêntico: a ala esquerda é dedicada a uma mulher, mostrando no meio um monumento chamado O País Nossa Mãe de São Petersburgo no meio da roseta, uma reprodução da pintura Eve (1902) de Pantaleon Szyndler apresentando uma garota de aparência tímida, bem como telas de TV mostrando fileiras de mulheres, como dançarinas, garotas no Concurso Miss América ou garotas chinesas cantando no nome de Mao. A ala direita é dedicada a um homem, mostrando um monumento chamado Atrás e Frente de Magnitogorsk (cidade símbolo do poder industrial da URSS), a multiplicada figura nua de um homem segurando triunfantemente uma cortina sobre a cabeça, bem como fileiras de telas de TV mostrando soldados de todo o mundo. Mais TVs podem ser vistas na parte superior e inferior da obra, onde listras cinzas retratam uma execução em 1941 de um documentário chamado A Rússia que Perdemos, exibido pela televisão de Moscou em 1993. O título do trabalho de Kulik é uma paráfrase das palavras de T.S. Eliot "(...) todas as mulheres são uma só mulher", vindo de seu comentário a The Waste Land, Part III. The Fire Sermon.

### Esplendor de Mim Mesma
No autorretrato Esplendor de Mim Mesma Zofia Kulik apresenta-se como uma rainha, evocando associações históricas ao retrato oficial da Rainha Elizabeth I e estabelecendo assim um sentido de poder feminino. O suntuoso e ornamentado manto com que ela se veste consiste em muitas fotografias em preto e branco e de exposição múltipla de seu modelo masculino e amigo artista Zbigniew Libera. Ao transformar as imagens da modelo nua em sua vestimenta e organizá-las de forma diminuta, geométrica e abstrata, Kulik subordina o masculino, o que aumenta ainda a noção de autoridade feminina. Por mais esplêndido que pareça seu vestido, a coroa e os atributos reais com os quais Kulik se enfeita são feitos de folhas de alface, pepino e dente-de-leão — objetos do cotidiano rural. A artista cria assim um choque entre ricos e pobres, o lar e o Estado.
“Em certo sentido, é fácil, banal e cafona. A sutileza deste trabalho depende de sua complexidade. Sinto que um grande valor do meu trabalho é o fato de eu ser uma talentosa organizadora de estruturas visuais compostas. Por sua vez todos os detalhes são simples, como numa canção comum sobre amor, morte etc. Todo o meu trabalho se baseia no fato de coletar e arquivar permanentemente as imagens deste mundo. A complexidade deste trabalho advém da riqueza do arquivo que possuo.” — Zofia Kulik (1998)

### Da Sibéria à Cyberia,1998–2004, 240 x 2100 cm
Da Sibéria à Cyberia é um fotomural monumental que regressa à forma fluida, aberta, passível de ser continuamente expandida em sequência horizontal. A grade monumental de pequenas molduras idênticas em preto e branco é composta por capturas de tela do aparelho de TV da artista, organizadas cronologicamente começando em 1978 e terminando em 2004. Estão dispostos em painéis que, vistos à distância, revelam um padrão de molduras vazias em ziguezague, acentuando o fluxo das sequências: A dinâmica do ziguezague horizontal lembra a Coluna Infindável de Constantin Brâncuși. Aparentemente trata-se de uma “massa visual vibrante” de pequenas imagens indiferenciadas, que perderam seu conteúdo específico para se tornarem blocos de construção em um tapete sem fim — mas, olhando mais de perto, é possível visualizar claramente cada foto, revelando uma complexa teia de histórias paralelas. O mural pode ser visto como um livro visual de uma realidade televisiva.